# Quasi quasi (album)
Quasi quasi è un album del 2002 di Antonello Jantoman Aguzzi, colonna sonora del film omonimo diretto da Gianluca Fumagalli con Marina Massironi e Neri Marcorè.

## Tracce
1. Titoli - Salsa – 3:59
2. Gioia – 1:33
3. La maschera d'argilla – 1:45
4. Tema di Ruggero – 2:31
5. Scalinata – 1:00
6. Quasi quasi blues - Soft – 4:37
7. Titoli - Lounge – 4:16
8. Ruggero e Michele – 0:14
9. Luna suite: Paola piange - Luna e Paola - Luna - Testamento - La vedovella – 5:39
10. Una contesa – 0:09
11. Invasione – 3:44
12. Paola esce – 1:18
13. Quasi quasi - Tema principale – 2:54
14. Cactus – 2:05
15. Quasi quasi - orchestrale – 3:28
16. Portinaio pazzo – 2:48
17. Messicana – 1:07
18. Soluzione improbabile – 1:00
19. Quasi quasi - Rumba – 1:02
20. Quasi quasi blues - Hard – 4:06
21. Urna N° 2 – 1:22
22. Quasi quasi - Cha cha – 2:45

## Musicisti
- Antonello Aguzzi - pianoforte, tastiere
- Cesareo - chitarra elettrica
- Roberto Centamore - chitarra acustica
- Faso - basso
- Christian Meyer - batteria
- Alessandro Pacho Rossi - percussioni
- Elio - flauto
- Guido Bombardieri - clarinetto
- Mario Arcari - oboe
- Daniele Comoglio - sax alto/tenore
- Andrea Tofanelli - tromba
- Emanuele Buzi - mandolino
- Solis String Quartet - archi